# Sông Bắc Bàn

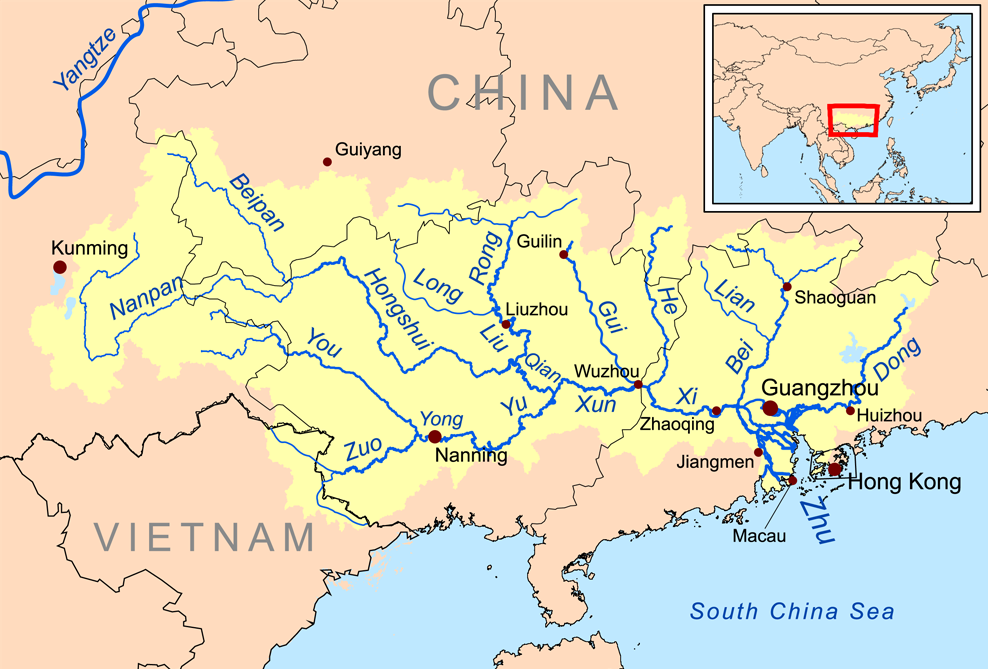
Bản đồ hệ thống sông Châu Giang, Trung Quốc. Sông Bắc Bàn trên bản đồ này viết là Beipan.

Sông Bắc Bàn (tiếng Trung: 北盘江, Hán-Việt: Bắc Bàn giang) là một con sông bắt nguồn từ khu vực sườn phía tây bắc dãy núi Mã Hùng trong địa phận huyện cấp thị Tuyên Uy, địa cấp thị Khúc Tĩnh, tỉnh Vân Nam, Trung Quốc. Chảy cơ bản theo hướng tây bắc-đông nam tới huyện Vọng Mô trong Châu tự trị dân tộc Bố Y và dân tộc Miêu Kiềm Tây Nam thuộc tỉnh Quý Châu thì hợp lưu với sông Nam Bàn để tạo thành sông Hồng Thủy, một trong các chi lưu phía tả ngạn sông Tây Giang. Trên sông Bắc Bàn có thác Hoàng Quả Thụ. Sông Bắc Bàn dài khoảng 449 km, diện tích lưu vực khoảng 25.830 km², tổng độ cao hạ thấp xuống là khoảng 1.982 m, lưu lượng bình quân đạt 390 m³/s, lượng giáng thủy hàng năm trong khu vực trung bình đạt 1.200－1.300 mm.

## Hệ thống sông Tây Giang
| Hệ thống sông Tây Giang | Hệ thống sông Tây Giang | Hệ thống sông Tây Giang | Hệ thống sông Tây Giang | Hệ thống sông Tây Giang |
| ----------------------- | ----------------------- | ----------------------- | ----------------------- | ----------------------- |
|                         |                         |                         | Hạ Giang (贺江)         | Tây Giang (西江)        |
|                         |                         | Li Giang (漓江)         | Quế Giang (桂江)        | Tây Giang (西江)        |
| sông Bắc Bàn (北盘江)   | sông Hồng Thủy (红水河) | Kiềm Giang (黔江)       | Tầm Giang (浔江)        | Tây Giang (西江)        |
| sông Nam Bàn (南盘江)   | sông Hồng Thủy (红水河) | Kiềm Giang (黔江)       | Tầm Giang (浔江)        | Tây Giang (西江)        |
| Dung Giang (融江)       | Liễu Giang (柳江)       | Kiềm Giang (黔江)       | Tầm Giang (浔江)        | Tây Giang (西江)        |
| Long Giang (龙江)       | Liễu Giang (柳江)       | Kiềm Giang (黔江)       | Tầm Giang (浔江)        | Tây Giang (西江)        |
| Hữu Giang (右江)        | Ung Giang (邕江)        | Úc Giang (郁江)         | Tầm Giang (浔江)        | Tây Giang (西江)        |
| Tả Giang (左江)         | Ung Giang (邕江)        | Úc Giang (郁江)         | Tầm Giang (浔江)        | Tây Giang (西江)        |